# Ismael Plascencia Núñez
Ismael Plascencia Núñez (León, Guanajuato el 19 de abril de 1959) es un empresario mexicano que se ha desarrollado en el ramo de la curtiduría, calzado e inmobiliario. Fue Presidente Nacional de la Cámara Nacional de la Industria de Desarrollo y Promoción de Vivienda (CANADEVI) y de la Confederación de Cámaras Industriales (CONCAMIN).

## Biografía y educación
Nació el 19 de abril de 1959, en León, Guanajuato. Hijo de José Carmen Plascencia y Margarita Núñez. Desde pequeño trabajó en diversos rubros como fundidoras, tiendas de abarrotes, vulcanizadoras y más tarde, se enfocaría en la compra venta de pieles, realizando la carrera técnica de Curtiduría en el Centro de Innovación Aplicada en Tecnologías Competitivas (CIATEC). Se casó con Rita González, el 10 de julio de 1982, con quien tuvo dos hijos: Ismael y Alejandra.

## Trayectoria empresarial
Comenzó su carrera en la rama de la curtiduría y el calzado. Fue presidente de los clubes de fútbol "Unión de Curtidores" y "La Piedad". En el año de 1999 vendió su participación accionaria de los equipos y con el remanente realizó dos proyectos: uno para diez mil cueros en una tenería y otro de vivienda, formando así su empresa: Bursa.

## Presidencias

### CONCAMIN
Siguió trabajando en Organismos dedicados a vigilar los asuntos industriales del país, y en octubre del 2006 asumió la presidencia de la Confederación de Cámaras Industriales de los Estados Unidos Mexicanos (CONCAMIN), que representa 65 cámaras y 43 asociaciones de las distintas ramas industriales de México. Durante este periodo algunos de los resultados fueron el bajar 20 por ciento las tarifas eléctricas en horario punta, logrando así un consenso con el gobierno en el tema de la eliminación de aranceles.

### CANADEVI
Estando a cargo de CONCAMIN, el presidente de ese periodo (2001), Alejandro Martínez Gallardo, solicitó su apoyo en la Comisión de Infonavit, por lo que se unió como asambleísta pudiendo conocer así, la problemática de la vivienda. En el año del 2000 incursionó en el ramo de la vivienda hasta llegar a formar su propia empresa llamada "Vivienda y Construcción de Calidad" en julio del 2004 en la ciudad de León, Guanajuato.
Con la experiencia en este ramo, en marzo del 2009 fue elegido presidente nacional de la Cámara Nacional de la Industria de Desarrollo y Promoción de Vivienda (CANADEVI).
Según su informe de actividades, algunos objetivos que se lograron durante su administración fueron la implementación de la obligatoriedad de los contratos de preventa ante la Procuraduría Federal del Consumidor para los miembros de la asociación. También, se logró el consenso con autoridades, a fin de crear una cuenta satélite para que exista una dimensión real de la aportación que hace el desarrollo de vivienda al producto interno bruto nacional.

## Principales cargos
| Institución                                                                                           | Cargo                                 | Periodo    |
| --- | ------------------------------------- | ---------- |
| Cámara Nacional de la Industria de Desarrollo y Promoción de Vivienda (CANADEVI)                      | Presidente Nacional                   | 2009-2011  |
| Confederación de Cámaras Industriales de los Estados Unidos Mexicanos (CONCAMIN)                      | Presidente Nacional                   | 2006- 2009 |
| Mesa Directiva de la Confederación de Cámaras Industriales de los Estados Unidos Mexicanos (CONCAMIN) | Secretario, Tesorero y Vicepresidente | 1995-2006  |
| Cámara de Curtiduría del Estado de Guanajuato                                                         | Presidente                            | 1995-1997  |